# FC Stenhousemuir
Der FC Stenhousemuir (offiziell: Stenhousemuir Football Club) ist ein schottischer Fußballverein aus Stenhousemuir. Der Verein spielt aktuell in der Scottish League One, der dritthöchsten Spielklasse im schottischen Fußball.

## Geschichte
Die Gründung des Vereins wird von den Klubverantwortlichen auf das Jahr 1884 datiert, als sich eine Gruppe vom lokalen Team Heather Rangers abspaltete. Dies lässt sich jedoch nicht durch zeitgenössische Quellen belegen. Tatsächlich wurde der heutige Klub erst 1886 in den Medien erwähnt.
1890 zog der Verein nach Ochilview Park, nachdem zuvor in Tryst Park und Goschen Park gespielt wurde. Zu Beginn des 20. Jahrhunderts feierte der Verein einige Erfolge, darunter den Gewinn des Scottish Qualifying Cup in den Jahren 1901 und 1902. In der Saison 1902/03 erreichte Stenhousemuir das Halbfinale des Scottish Cups, musste sich jedoch den Rangers mit 1:4 geschlagen geben. In der Saison 1921/22 spielte Stenhousemuir erstmals in der Scottish League.
1949/50 zog ein Viertelfinalspiel des Scottish Cups gegen den FC East Fife mit einer Rekordzahl von 12.525 Zuschauern ins Stadion, die höchste Zuschauerzahl in der Geschichte von Ochilview Park. Am 7. November 1951 fand das erste Flutlichtspiel zwischen zwei schottischen Vereinen statt, als Stenhousemuir gegen Hibernian ein Freundschaftsspiel austrug.
In der Mitte des Jahres 1964 planten die Glasgow Rangers, Stenhousemuir und vier andere Klubs aus der Scottish Football League zu werfen, da sie in den letzten Jahren die geringste Unterstützung hatten. Vier Jahre später konnten Stenhousemuir, unterstützt von Vereinen wie Celtic Glasgow, Hamilton Academical und Airdrieonians FC, diesen Plan vereiteln.
In der Saison 1994/95 besiegte Stenhousemuir in der schottischen Pokalrunde St Johnstone mit 4:0 und Aberdeen mit 2:0 – beides Teams aus höheren Ligen – und zog damit ins Viertelfinale des Scottish Cups ein. In der Saison 1995/96 gewann der Verein den Scottish Challenge Cup, indem Dundee United im Elfmeterschießen mit 5:4 besiegt wurde, nachdem es in den 90 Minuten und der Verlängerung 0:0 gestanden hatte. Damit erreichte man das erste nationales Halbfinale seit der Saison 1902/03.
Am Ende der Saison 2008/09 stieg Stenhousemuir nach einem 5:4-Sieg im Elfmeterschießen gegen den FC Cowdenbeath nach längerer Viertklassigkeit wieder in die Scottish Second Division auf, nachdem es in der Relegation nach Hin- und Rückspiel 0:0 gestanden hatte.
Die Saison 2010/11 war von einem spannenden Abstiegskampf geprägt. Nachdem der Klub die meiste Zeit in den unteren beiden Tabellenplätzen verbrachten, sicherten sie sich am letzten Spieltag mit einem 3:0-Sieg gegen den FC Peterhead den Klassenerhalt, indem sie an Alloa Athletic vorbeizogen und somit die Relegationsspiele vermeiden konnten.
Im Jahr 2013 erreichte Stenhousemuir zum zweiten Mal das Halbfinale des Challenge Cups. Zuvor hatten sie Dundee United im Elfmeterschießen besiegt, mussten sich jedoch im Halbfinale mit 1:0 gegen die Glasgow Rangers geschlagen geben.
Nach einer enttäuschenden Saison 2016/17, in der der Klub in die Scottish League Two absteigen musste, gelang der direkte Wiederaufstieg in der Folgesaison. Obwohl sie nur den vierten Platz in der Liga belegten, sicherten sich das Team die Rückkehr in die Third Division durch den Gewinn der Play-offs, nachdem sie den FC Queen’s Park im Halbfinale und den FC Peterhead im Finale besiegt hatten. In der Saison 2018/19 musste der Verein erneut in die League Two absteigen, nachdem sie in den Play-offs gegen Annan Athletic verloren hatten.
Nach fünf Jahren in der Scottish League Two gewann Stenhousemuir in der Saison 2023/24 zum ersten Mal in der Vereinsgeschichte den League Two Titel. Das entscheidende 0:0-Unentschieden gegen den FC East Fife am 6. April 2024 sicherte den Aufstieg.

## Fanszene
Der Stenhousemuir Supporters Trust ist der offizielle Unterstützerclub des FC Stenhousemuir. Der demokratisch organisierte Trust ist mit rund 20 Prozent der Aktien der größte Anteilseigner des Vereins und hat das Ziel, die Beteiligung weiter zu erhöhen, um sicherzustellen, dass der Verein in den Händen der Fans bleibt und nicht von Einzelpersonen oder Gruppen übernommen wird. Die Mitgliedschaft im Trust kostet jährlich 5 £, mit der Möglichkeit, eine „Silber“-Mitgliedschaft für 5 Pfund monatlich oder eine „Gold“-Mitgliedschaft für 10 Pfund monatlich abzuschließen. Das gesammelte Geld wird verwendet, um Aktien des Vereins zu kaufen, was dem finanziellen Wachstum des Vereins zugutekommt.
Der Verein genießt auch internationale Unterstützung. Der Norwegian Supporters Club wurde 1992 in Oslo gegründet und ist eine kleine Fangemeinde mit großer Hingabe zum Verein.
Zu den prominentesten Fans zählen unter anderem Isiah Whitlock Jr., bekannt aus The Wire, und Michael Palin von Monty Python.

## Erfolge
- Scottish League Two: 2023/24
- Scottish League Challenge Cup: 1995/96
- Scottish Qualifying Cup: 1900/01, 1901/02